# Safet Nadarević
Safet Nadarević (* 30. August 1980 in Cazin) ist ein bosnischer Fußballspieler. Er spielt seit 2012 bei NK Zagreb.

## Karriere

### Verein
Nadarević begann seine Profikarriere 1998 beim NK Jedinstvo Bihać in der ersten bosnischen Fußballliga. 2003 wechselte er zum Ligakonkurrenten FK Sarajevo, ehe er 2005 sein Glück im Ausland in Kroatien beim NK Zagreb versuchte. Hier absolvierte er in drei Saisons 81 Spiele.
2008 erhielt der Bosnier ein Angebot vom türkischen Erstligisten Eskişehirspor. Hier unterschrieb er im Juni 2008 einen Dreijahresvertrag. Am 23. September 2008 gab er sein Debüt in der Türkei am ersten Spieltag bei Istanbul Büyüksehir Belediyesi; das Spiel endete 0:0. Sein erstes Pflichtspieltor für den Verein aus Eskisehir erzielte er am 1. Februar 2009 am 18. Spieltag wiederum gegen Istanbul Büyüksehir Belediyesi. Er traf zum 3:0 (6:1-Endstand). 2008/09 konnte Platz elf erreicht werden, in der Folgesaison wurde man Siebenter.
Zum Ende der Spielzeit 2011/12 wurde auf Direktive des Trainers Ersun Yanal der auslaufende Vertrag von Nadarević nicht verlängert.
Zur Saison 2012/13 Nadarević wechselte zu NK Zagreb. 

### Nationalmannschaft
Nadarević spielt seit 2002 in der bosnischen Nationalmannschaft und absolvierte hier bisher 30 Spiele. Er verpasste mit seiner Mannschaft knapp die Teilnahme an der Fußball-Weltmeisterschaft 2010 in Südafrika in den Play-offs. Nach zwei 0:1-Niederlagen gegen Portugal schied man aus.

## Privates
Safet Nadarević ist verheiratet und hat zwei Kinder.